# Liste der Stolpersteine in Fell
Die Liste der Stolpersteine in Fell enthält alle Stolpersteine, die im Rahmen des gleichnamigen Projekts von Gunter Demnig in Fell (Mosel) verlegt wurden. Mit ihnen soll an Opfer des Nationalsozialismus erinnert werden, die in Fell lebten und wirkten.

## Verlegte Stolpersteine
| Bild | Person, Inschrift                                                                                           | Adresse          | Verlege- datum | weitere Informationen |
| --- | --- | ---------------- | -------------- | --------------------- |
| Bild gesucht Die Wikipedia wünscht sich an dieser Stelle ein Bild vom Ort mit diesen Koordinaten 49.7731367 6.781661 . Motiv: Stolperstein Samuel Meyer Falls du dabei helfen möchtest, erklärt die Anleitung , wie das geht. BW  | Hier wohnte Samuel Meyer Jg. 1872 deportiert 1941 Łodz / Litzmannstadt ermordet 4.11.1941                   | Kirchstraße 76 · | 3. Feb. 2023   |                       |
| Bild gesucht Die Wikipedia wünscht sich an dieser Stelle ein Bild vom Ort mit diesen Koordinaten 49.7731334 6.7816641 . Motiv: Stolperstein Martha Meyer Falls du dabei helfen möchtest, erklärt die Anleitung , wie das geht. BW | Hier wohnte Martha Meyer Jg. 1903 deportiert 1941 Łodz / Litzmannstadt ermordet 10.5.1942                   | Kirchstraße 76 · | 3. Feb. 2023   |                       |
| Bild gesucht Die Wikipedia wünscht sich an dieser Stelle ein Bild vom Ort mit diesen Koordinaten 49.7731309 6.7816672 . Motiv: Stolperstein Thekla Meyer Falls du dabei helfen möchtest, erklärt die Anleitung , wie das geht. BW | Hier wohnte Thekla Meyer Jg. 1905 Flucht Frankreich interniert Drancy deportiert 1942 ermordet In Auschwitz | Kirchstraße 76 · | 3. Feb. 2023   |                       |
| Bild gesucht Die Wikipedia wünscht sich an dieser Stelle ein Bild vom Ort mit diesen Koordinaten 49.7731279 6.781672 . Motiv: Stolperstein Leo Meyer Falls du dabei helfen möchtest, erklärt die Anleitung , wie das geht. BW     | Hier wohnte Leo Meyer Jg. 1907 Flucht 1938 USA                                                              | Kirchstraße 76 · | 3. Feb. 2023   |                       |
| Bild gesucht Die Wikipedia wünscht sich an dieser Stelle ein Bild vom Ort mit diesen Koordinaten 49.7731247 6.7816761 . Motiv: Stolperstein Zibora Meyer Falls du dabei helfen möchtest, erklärt die Anleitung , wie das geht. BW | Hier wohnte Zibora Meyer geb. Ackermann Jg. 1868 deportiert 1941 Łodz / Litzmannstadt ermordet              | Kirchstraße 76 · | 3. Feb. 2023   |                       |